# Gyātoruzu
Gyātoruzu (jap.: はじめ人間 ギャートルズ), auch bekannt als Hajime Ningen Gyātoruzu, The Gardles, First People Gardles oder First Human Giatrus, ist eine japanische Manga-Serie von Shunji Sonoyama, die zwischen 1965 und 1975 veröffentlicht wurde. Die Slapstickserie über Steinzeitmenschen wurde 1974 als Animeserie adaptiert. 1994 entstand mit dem Anime Gon, der Höhlenfratz ein Ableger mit dem ältesten Sohn der Steinzeitfamilie als Hauptfigur.

## Inhalt
Der Manga erzählt in kurzen, sechs, bis acht Seiten langen Episoden aus dem Leben einer Familie in der Steinzeit. Der Vater der Familie lebt mit seiner Frau und seinen Kindern und ist meist mit der Jagd beschäftigt oder lässt seinen Trieben freien Lauf. Dabei macht er auch einfache Entdeckungen und Erfindungen oder die Geschichten drehen sich um den dummen Hausgorilla Dotekin.
Der Stil ist einfach gehalten, aber charakteristisch und die Zeichnungen mit Wasserfarben in Rot- und Grautönen koloriert. Die Geschichten spielen mit grafischem und sprachlichem Witz, nutzen die Möglichkeiten den visuellen Erzählens oder der japanischen Schrift für den Humor aus. Der Alltag der Protagonisten wird aus Details aus großer Nähe oder vor urzeitlichen, bis zum Horizont leeren Landschaften erzählt, in die verrückter Aktionismus oder Naturgewalten einbrechen. Dabei wird die Welt der Steinzeit zur Bühne für satirische Kommentare über die Natur des Menschen oder die Moderne.

## Veröffentlichung
Der Manga erschien von 1965 bis 1975 im Magazin Manga Sunday beim Verlag Jitsugyo no Nihon Sha. Es entstanden auch zwei Ableger-Mangas: 1966 Hajime Ningen Gon und 1974 Hajime Ningen Gyātoruzu.

## Verfilmung
Eine Adaption des Mangas als Anime-Serie entstand bei TMS Entertainment. Regie führten Osamu Dezaki (als Makura Saki), Eiji Okabe, Kyosuke Mikuriya, Ryu Sakamoto und Masami Hata. Die Drehbücher schrieben Haruya Yamazaki, Noboru Shiroyama, Tsunehisa Ito, Hideo Kuju, Seiji Matsuoka, Yu Yamamoto und Yoshihisa Araki. Das Charakterdesign entwarf Yuzo Aoki und die künstlerische Leitung lag bei Shichirō Kobayashi.
Es entstanden insgesamt 77 Folgen mit je 25 Minuten Laufzeit. Diese enthalten je zwei Geschichten, sodass 154 Episoden entstanden sind. Die Serie wurde ab dem 5. Oktober 1974 von ABC ausgestrahlt. Die letzte Folge wurde am 27. März 1976 gezeigt. Der Anime wurde ins Italienische synchronisiert.

### Synchronsprecher
| Rolle       | Japanische Sprecher (Seiyū) |
| ----------- | --------------------------- |
| Gon         | Hiroko Maruyama             |
| Gons Vater  | Kaneta Kimotsuki            |
| Gons Mutter | Keiko Hanagata              |
| Dotekin     | Kazuya Tatekabe             |
| Piko-chan   | Rihoko Yoshida              |
| Shinigami   | Hiroshi Masuoka             |

### Musik
Die Musik komponierten Hiroshi Kamayatsu und Joe Hisaishi. Der Vorspanntitel ist Getting Guide Started von The Gyātoruzu und der Abspann ist Footsteps of Ballad (Guys) von Hazime Tino.